# Genista flagellaris
Genista flagellaris là một loài thực vật có hoa trong họ Đậu. Loài này được Sommier & Levier miêu tả khoa học đầu tiên.